# Cochoapa el Grande
Cochoapa el Grande är en kommun i Mexiko.   Den ligger i delstaten Guerrero, i den sydöstra delen av landet, 270 km söder om huvudstaden Mexico City.
Följande samhällen finns i Cochoapa el Grande:
- San Rafael
- Llano Perdido
- San Agustín el Viejo
- Los Pinos
- Cahuañaña
- Vista Hermosa
- San Pedro el Viejo
- Barranca de la Palma
- La Barca
- Xalpa
- Ocotepec
- San Miguel Amoltepec Viejo
- Yuvicani
- San Cristobalito
- Dos Ríos
- Llano del Carmen
- Llano de la Mosca
- Tierra Blanquita
- Guadalupe la Joya
- Llano de la Yacua
- Cieneguilla
- Loma San Marcos
- Loma Grande
- Llano de la Chuparrosa
- Itiatio
- Cascada del Zorro
- El Limón
- Yuku Nu Kaxin
- Rancho de Guadalupe
- Santa Cruz
- Llano de Laguna
- Llano de las Piedras
- Peña de Venado